# 監禁アマゾネス
『監禁アマゾネス』（かんきんアマゾネス、英題：The Book of Revelation）は、アナ・コッキノス監督・脚本による2006年よりオーストラリアが公開された成人映画作品。
欲望に駆られた覆面をした謎の3人の女性が、1人の男を暗い小部屋に監禁し性的に陵辱する様を描いた物語を展開させている。
日本では劇場未公開。2011年7月6日にミッドシップよりDVDが発売されている。

## キャスト
- ダニエル - トム・ロング
- イザベル - グレタ・スカッキ
- オルセン - コリン・フリールズ
- ブリジット - アナ・トーヴ

## 受賞リスト
- 2006オーストラリア映画批評家サークル賞 - トリスタン・ミラニ、マーティン・コナー
- 2006オーストラリア映画批評家最優秀音楽賞 - チェザリー・スカビスゼウスキー